# Akanksha Damini Joshi
Akanksha Damini Joshi es una cineasta, directora de fotografía, fotógrafa y facilitadora de meditación india.

## Trayectoria
Joshi ha realizado películas sobre diversos temas: conflictos comunales, crisis ecológica y filosofía espiritual. Su carrera comenzó documentando los disturbios de Guyarat de 2002– Pasajeros: un viaje en video por Gujarat. Después tardó cuatro años en rodar una película sobre los cambios ecológicos en las orillas del lago Chilika, en Odisha (antes Orissa) (Chilika Bank$: Stories from India's largest Coastal Lake). A continuación hizo su película sobre el cambio climático: Earth Witness: Reflections on the times and the timeless (Testigo de la Tierra: Reflexiones sobre los tiempos y lo atemporal). En 2014, Joshi rodó una película sobre filosofía hindú - Hindu Nectar: Spiritual Wanderings in India, inspirada en la obra del Dr. Sarvepalli Radhakrishnan, para el Ministerio de Asuntos Exteriores del Gobierno de la India. El cortometraje de Joshi sobre el río Ganges - Ganga: Ek Prarthana, de 2007, aborda el problema mundial del cambio climático a través de simbolismos específicos de cada cultura.

## Filmografía

### Passengers(2003)
Joshi codirigió este largometraje documental durante y después de los disturbios de Gujarat de 2002. La película, finalizada en 2003, se proyectó en el 9º Festival Open Frame.
Cinco años después, Joshi publicó Profiles of Courage and Compassion, un libro que escribió en coautoría con el activista indio Harsh Mander, titulado Towards Healing: Seeking Paths for Justice and Reconciliation in Gujarat.

### Chilika Bank$(2008)
El primer debut como directora independiente de Joshi llegó en 2008 con Chilika Bank$, en la que cubre más de cuatro décadas de crisis ecológica en Chilika, el lago de agua salobre más grande de Asia. La película producida por Public Service Broadcasting Trust ganó el premio Livelihood Award en el Festival de Cine de Vida Silvestre y Medio Ambiente CMS Vatavaran, Nueva Delhi en 2009. Recibió el primer premio en el 6º Jeevika: Festival de documentales sobre medios de vida en Asia.
Por destacar los problemas que rodean a Chilika, Joshi recibió el Karamveer Puruskaar, Premio Nacional de Justicia Social y Acción Ciudadana otorgado por la confederación de ONG, iCONGO, en colaboración con las Naciones Unidas. Chilika Bank$ se proyectó en la sección Panorama Indio del 40º Festival Internacional de Cine de la India (IFFI), Goa 2009, en la categoría de largometraje. La película fue Selección Oficial en el Festival de Cine del Sur de Asia, Katmandú en 2009, el Festival Internacional Rodos EcoFilms, Grecia en 2010 y el 4º Festival Internacional de Cine de Mujeres de Samsung, Chennai en 2011.

### Earth Witness(2011)
El documental de Joshi sobre el cambio climático, Earth Witness, reflexiona sobre el cambio climático a través de las narrativas de tribus representativas de cuatro ecosistemas diferentes en 2011. La película ha aparecido en el libro sobre el movimiento documental independiente en la India, Filming Reality: The Independent Documentary Movement in India, de Shoma A. Chatterji. El libro analiza documentales notables realizados en las últimas cuatro décadas, incluidos aquellos de cineastas icónicos como Satyajit Ray, Mani Kaul y Anand Patwardhan.
La película ganó los premios a la Mejor Película sobre Cambio Climático y Tecnologías Sostenibles y a la Mejor Cinematografía en el Sexto Festival de Cine de Medio Ambiente y Vida Silvestre CMS Vatavaran 2011. Fue nominada oficialmente para el premio Wildscreen Panda Award 2012, Wildscreen Panda Film Festival, Bristol. Fue uno de los tres ganadores del VIII Festival de Cine de Desarrollo sobre Cambio Climático y Seguridad Alimentaria, Fundación Dhan, Madurai.

### Hindu Nectar(2014)
La película de Joshi sobre los buscadores espirituales, Hindu Nectar, es producida por el Ministerio de Asuntos Exteriores de la India. Joshi fue galardonado con el premio al Mejor Director en el Festival Internacional de Cine de Prayag. Hindu Nectar se ha proyectado en el Festival Internacional de Yoga, Cultura y Espiritualidad de Haridwar y en el 14º Festival de Cine Open Frame.